# ジェームズ・カーネギー (第3代準男爵)
第3代準男爵サー・ジェームズ・カーネギー（英語: Sir James Carnegie, 3rd Baronet、1715年 – 1765年4月30日）は、グレートブリテン王国の政治家。1741年から1765年まで庶民院議員を務め、1716年に没収されていたサウセスク伯爵家の領地を1764年2月に買い戻した。

## 生涯
第2代準男爵サー・ジョン・カーネギーと妻メアリー（Mary、旧姓バーネット（Burnett）、1754年6月5日没、第3代準男爵サー・トマス・バーネットの次女）の長男として、1715年に生まれた。1729年4月3日に父が死去すると、準男爵位を継承した。1730年2月10日に遠戚の第5代サウセスク伯爵ジェームズ・カーネギーが死去すると、サウセスク伯爵家の男子継承者（heir male）になったが、5代伯爵が1715年ジャコバイト蜂起に参加して私権剥奪されていたため、伯爵位は継承できなかった。カーネギーの母メアリーはカーネギーをジャコバイトとして育てようとしたが、カーネギーの保護者であるミルトン卿アンドルー・フレッチャーと第5代準男爵サー・アレクサンダー・ラムゼイはメアリーに抵抗して、1730年にカーネギーをグラスゴー大学に送り、校長ニール・キャンベルにカーネギーの教育を監督させた。
1737年12月にジョン・ミドルトンの歩兵連隊で空きが生じたとき、入隊の意向を示したが失敗に終わり、1739年にミドルトンが死去してアバディーン・バラ選挙区で補欠選挙が行われると、出馬の意向を示したがこれも失敗に終わっている。1741年イギリス総選挙でウォルポール派ホイッグ党員としてキンカーディンシャー選挙区から出馬、無投票で当選した。議会ではウォルポール内閣期もウォルポール内閣崩壊後も政府を支持し、第3代アーガイル公爵アーチボルド・キャンベルと第4代ツィードデール侯爵ジョン・ヘイ（アーガイル公爵の政敵）の2人と友好な関係を維持した。
1744年6月に大尉として第21歩兵連隊に入隊、1745年のフォントノワの戦いに参戦した後、カンバーランド公ウィリアム・オーガスタスが本国に召還されるとカンバーランド公とともにスコットランドに戻り、1746年のカロデンの戦いに参戦した。その後は再度大陸ヨーロッパに渡り、1748年にオランダから帰国した。1746年4月から1765年に死去するまでキンカーディンシャー統監を務めた。
1747年イギリス総選挙や1754年イギリス総選挙でも再選したが、それまで常に政府を支持したのに対し、1755年に陸軍から引退した後は特定の会派に与していると見られることを避けた。ただし、七年戦争の予備講和条約をめぐる1762年12月の採決ではビュート伯爵内閣側に立って投票した。
1748年に租借という形でサウセスク伯爵家領だったキナードを取り戻し、1764年2月にはヨーク建設会社（York Buildings Company）からサウセスク伯爵家領の大半を36,870ポンド14シリング2ペンスで買い戻した。ヨーク建設会社は1716年に51,540ポンドでサウセスク伯爵家領を購入していたが、1764年の競売では競争者が少なかったためカーネギーが安価で買い戻すことに成功した。
1765年4月30日、スコットランドに戻る道中のスタンフォードで卒中を起こして死去、同地で埋葬された。長男デイヴィッドが準男爵位を継承した。

## 家族
1752年7月5日、クリスチャン・ドイグ（Christian Doig、1820年11月4日没、デイヴィッド・ドイグの長女）と結婚、4男2女をもうけた。
- デイヴィッド（1753年11月22日 – 1805年5月25日） - 第4代準男爵[13]
- ジェームズ（1756年3月5日 – 1766年ごろ） - 10歳で没[11]
- ジョン（1757年8月13日 – 1823年） - 陸軍中佐。1791年10月、キャサリン・タイヤマン（Catherine Tireman、1751年ごろ – 1824年、12月25日）と結婚、1男をもうけた[12]
- ジョージ（1759年1月2日 – 1786年5月19日） - スコットランドの上級弁護士（advocate）、生涯未婚[14]
- メアリー（1760年8月21日 – 1828年2月8日） - 生涯未婚[14]
- エリザベス（1763年 – 1836年7月25日） - 生涯未婚[14]